# Ballistura
Genre
Ballistura est un genre de collemboles de la famille des Isotomidae.

## Liste des espèces
Selon Checklist of the Collembola of the World (version du 5 septembre 2019) :
- Ballistura albertinae (Ellis, 1976)
- Ballistura alpa (Christiansen & Bellinger, 1980)
- Ballistura antiqua Folsom, 1937
- Ballistura aqualata (Salmon, 1941)
- Ballistura bengalensis Yosii, 1966
- Ballistura borealis (Axelson, 1905)
- Ballistura corsica (Poinsot & Barra, 1982)
- Ballistura excavata (Folsom, 1937)
- Ballistura extra (Christiansen & Bellinger, 1980)
- Ballistura fitchi (Denis, 1933)
- Ballistura gisini (da Gama, 1964)
- Ballistura hankoi (Stach, 1930)
- Ballistura libra (Christiansen & Bellinger, 1980)
- Ballistura meridionalis (Dallai, 1973)
- Ballistura navacerradensis (Selga, 1962)
- Ballistura obtusicauda (Schäffer, 1897)
- Ballistura pratensis (Betsch & Massoud, 1970)
- Ballistura rossi Soto-Adames & Giordano, 2011
- Ballistura schoetti (von Dalla Torre, 1895)
- Ballistura tuberculata (Stach, 1947)
- Ballistura veletensis (Steiner, 1959)
- Ballistura vernoga Wray, 1958
- Ballistura vetusta Folsom, 1937
- Ballistura wrangeliensis Martynova, 1973

## Publication originale
- Börner, 1906 : Das System der Collembolen nebst Beschreibung neuer Collembolen des Hamburger Naturhistorischen Museums. Jahrbuch der Hamburgischen Wissenschaftlichen Anstalten, vol. 23, no 2, p. 147-186 (texte intégral).